# スクラル
スクラル（Skrulls）は、マーベル・コミックによって出版されたアメリカン・コミックに登場する地球外シェイプシフターである架空のエイリアン種族。スタン・リーとジャック・カービーによって創造され、『ファンタスティック・フォー』第2号に初登場した。
彼らは惑星“スクラロス”の出身で、その帝国はアンドロメダ銀河に位置している。『シークレット・インベージョン』における地球への浸透は、マーベル・ユニバースでの主要なイベントだった。

## 発行履歴
1962年1月の『ファンタスティック・フォー』Vol.1第2号で初登場したスクラルは、『ファンタスティック・フォー』第18号を経てファンタスティック・フォーのメンバーに4人に擬態し、次に『アベンジャーズ』第92号にも登場した。スクラルの概念は、複数のストーリーライン、スピンオフコミック、派生プロジェクトにおいて使用された。

## キャラクター経歴

### 起源
スクラルの起源は数百万年前にある。“セレスティアルズ”が行った遺伝子実験により、スクラルの祖先である3つの種族“スクラル・エターナル”、“プライム”、“ディヴィアント”が生まれた。3つの種族は互いに戦い、その結果は擬態能力を持っていたディヴィアントが他の2つの種族のメンバーを一掃し、勝利した。そこから紆余曲折の末にスクラル・エターナルのクリブンとディヴィアントのリーダーSl'gur'tは恋に落ち、2人はスクラルの神になった。そして最後のオリジナルのスクラルは20世紀に地球に脱出し、後に“プライム・スクラル”という名前で、“アンダーグランド・レジオン”のメンバーになった。この当時から、スクラルは領土を拡大し始め、ディヴィアントは後に現代のスクラルと派生種の“ダイアー・レイス”と呼ばれる2つに分割された。
惑星“スクラロス”を故郷とするスクラルは、もともと商業文明であることから主に自由貿易に興味を持ち、自らの種が価値があると考えるすべての人種と、自身らの技術を共有することをいとわず、新しい人種に遭遇すると、その人種に擬態した。これらの接触から生まれたスクラル帝国は、自由貿易と相互協力に基づいていた。

### クリー・スクラル・ウォー
長距離宇宙航行技術を開発したスクラルは、ドレク皇帝が率いる宇宙のツアーを敢行すると、スクラル代表団が野蛮な“クリー”と平和主義的な“コタティ”の本拠地である惑星“ハラ”に到着し、スクラル帝国の傘下にハラを加えさせ、どちらの人種が惑星の代表となるかを決定するコンテストを開催した。クリーは地球の“ブルー・エリア・ザ・ムーン”に連れて行かれ、そこで技術的に発展した都市を建設し、別の太陽系の別の不毛の惑星に連れて行かれたコタティは、自分たちの能力を使って美しい庭園を築き上げた。後者をスクラルが気に入ったことでコタティが勝つことに気づいて激怒したクリーは、コタティ全員を殺し、自分らがハラの代表となることを表明すると、スクラルの代表者は愕然とした。そこでスクラルは、ハラから永遠に手を引くと誓うが、クリーに反旗を翻されて虐殺され、宇宙船も力ずくで奪われて独自の技術の開発に利用された。
数十年後、クリーが彼らの故郷の銀河でスクラルを攻撃するのに大きく進歩すると、スクラルはクリーの侵略によって自国を軍国主義文明にすることを余儀なくされ、ついに何千年も続く“クリー・スクラル・ウォー”に突入した。後に彼らの主星はスクラロスから“ターナックスIV”に移り、その帝国は50以上の惑星を包含した。スクラルは後にシェイパー・オブ・ワールドとなった最初の“コズミック・キューブ”を作成した。シェイパーは、自己認識を確立すると、スクラル帝国の3分の2を破壊し、文明を退化させてしまった。
擬態能力を以てファンタスティック・フォーを翻弄していたが、最後は牛に変身させられたうえで催眠術で記憶を奪われ、野に放たれた。マーベル・コミックの刊行実績のある出版レーベル“ShoPro Books”は、「このような人を食ったようなオチがマーベルらしい」としつつも、その牛を食べてしまった者たちを描いた『スクラル・キル・クルー』についても言及している。

## 生物学
スクラルは、大きく尖った耳、赤または緑の目、垂直の折り目が数本入ったあごを持つ緑色の肌の爬虫類型ヒューマノイドである。彼らの体質は、遺伝的および分子的不安定性と遺伝的多様性で知られ、その身体を任意のサイズ、形状、または体色に自在に変化させる擬態能力で知られており、他の種族や人物の外観と瓜二つになりすますことができることから、スパイや潜入に優れている。また、擬態能力の応用として、体の一部をブレードやクラブなどの武器と形にも変化させることができ、危険な兵士となる。スクラルの性別は地球人とほぼ同等だが、男性はほとんどが禿げていて顔の毛がなく、女性は緑がかった黒の髪が生えた頭をしており、性別すらも自由に変えることができるので、より複雑である。繁殖方法に関しては、女性は出産せず、他の爬虫類と同様に卵を産み、新生児は“ハッチリング”として知られる。一方で、爬虫類であるにもかかわらず、女性はまた、地球上の女性と同じように、新生児を育てるために乳腺も持っている。
後にスクラルは、テレパスや優れた感覚を持つ人物からにも、自分自身の擬態を看破できないようにする能力を開発した。この能力に対抗すべく、リード・リチャーズによって、擬態したスクラルの真の姿を明らかにするために技術も発見されている。
更に高度な技術によって、特定の戦士はスーパー・スクラル、パワー・スクラル、ウォー・スクラルズなどに強化された。
一方でスクラルは様々な病気に苦しむことが示されており、タロスやラゼのように生まれてから擬態能力を発揮できない個体も存在し、クラート/スーパー・スクラルとクルンディルク王子は癌に侵されており、別の宇宙ではスカイッピがスクラル種に共通する結核に苦しんだ。
スクラルは擬態中に死亡すると、その姿は元のスクラルとしての形に戻る。

## 文化

### 言語
スクラルは、スクラル語を含むさまざまな言語と方言を話す。しかし、プライム・スクラルの独自の言語については、彼らが絶滅したため、それは忘れさられた。

### 芸術
スクラルは戦士の種族であるため、ほぼすべての種類の芸術を把握・理解することは困難である。

## その他のバージョン

### アマルガム
アマルガム・コミックスにおけるスクラルは、DCコミックスの火星人“グリーン・マーシャン”と合併した火星の先住民として登場、ミスターX（マーシャン・マンハンター）とプロフェッサーXがこれに該当する。

### 『アースX』
限定シリーズの『アースX』では、死者の領域に住んでいたサノスの母親がスクラルであると設定された。

## MCU版

### スクラル人（Skrulls）
尖った両耳と薄緑色の肌、複数の筋が入った顎など蜥蜴のような風貌のヒューマノイド型種族。実質的な身体能力では“クリー人”に劣るものの、彼らの全身は地球の周期表に無い元素で構成されており、視認した他のヒューマノイド型種族の容姿から声質、仕草、最近の記憶までをDNAレベルで複製し、自らのものにして擬態できることが最大の特徴で、その能力で他の種族に溶け込むことを容易にしている。このことから“シェイプシフター”（擬態の名手）とも呼ばれる。また、クリーに勝るとも劣らない程の科学力も持つ。
数々の星に侵入しながら工作を行い、長年にわたってクリー人と戦争を繰り広げてきた。ヴァース（キャロル・ダンヴァース/キャプテン・マーベル）は“スプリーム・インテリジェンス”から、彼らがクリーに匹敵する帝国を築き上げ、全宇宙を支配しようとする侵略種族だと伝えられ、自らの記憶喪失の元凶だとも思っていたが、実はクリーの支配を拒んだことで襲撃され、故郷の惑星の破壊と虐殺を受けた難民であった。疲弊してはいるものの、自衛と安住の地を求めるための活動を続けていく。
そして、”ザ・ブリップ”後の現代においては、和平交渉が行われるほどクリーとの関係が改善している。

#### 人物
タロス（Talos）
演 - ベン・メンデルソーン
日本語吹替 - 関俊彦
スクラル人の将軍。主に“S.H.I.E.L.D.”のケラーの姿をベーシックな擬態元としている。やや慇懃無礼で、捉えたキャロルの記憶を強引に読み取ろうとするなど残忍に見えるが、自身の妻子を深く愛し、絶命した同胞の亡骸に偲ぶ声をかけ、全スクラル人のための安住の地を得ることを心から願うなど、実際は良識と温かみを兼ね備える人物であり、自身を警戒するキャロルたちに対して敵意なくジュースを飲みながら向き合ったり、同胞や愛妻とのやりとりの中で突っ込みを入れたり、グースに怯えるなど滑稽な様子も見せる。地球人に擬態中であってもニック・フューリーを圧倒するほどの格闘戦能力を持っている。
描写
『キャプテン・マーベル』
本作でMCU初登場。敵対するクリー人とは長年戦争状態にあり、戦争を終わらせる可能性を持つキャロルの失われた記憶を求めて彼女を追い、地球に潜入・活動する。
惑星“トルファ”に誘き寄せて捉えたキャロルの記憶から、ウェンディ・ローソン（マー・ベル）が開発した“ライトスピード・エンジン”の情報を得るも、キャロルに脱走され、彼女の追跡とエンジンの捜索のために地球を来訪し、ケラーに擬態してS.H.I.E.L.D.に潜伏。ペガサス計画の施設でキャロルたちを取り逃がすも、そこで入手したブラックボックスを持参してキャロルたちに再コンタクトを取ると同時に、スクラルとクリーの実情を明かした。これによって、記憶を取り戻したキャロルと和解し、手を組んでマー・ベルのラボに乗り込むと、避難していた妻子や同胞たちと再会。クリーの襲撃に負傷するも、皆と共に脱出に成功した。
物語のラストで、キャロルと共にスクラルの中心となって、妻子や同胞たちと共に宇宙の彼方へ新天地を求めて旅立つ。
『スパイダーマン：ファー・フロム・ホーム』
本作ではケラーの姿ではなく、終始フューリーに擬態して登場。フューリー本人の依頼を受け、彼の代わりに今回の任務を遂行するためにフューリーとして振る舞うが、地球のヒーローたちに関する質問に困りかけたり、ピーター・パーカー/スパイダーマンを必要以上に非難したり、時折茫然としかけたりするなど、フューリーになりきれているとは言えない様子も少なくなかった。
マリア・ヒル（擬態）と共に、イステンコを壊滅させたというサイクロンを調べるために向かった現地でクエンティン・ベック/ミステリオと遭遇。“地のエレメンタル”を倒した彼の話を信じ、“エレメンタルズ”対処のためにベックをチームに加えた。同時にピーターの協力も得たいと考え、何度も彼に連絡したにもかかわらず、着信拒否を続けられたことからピーターがエレメンタルズの出現予想地点であるヨーロッパに来るように仕向けてヴェネツィアで直接の接触に成功した。
ピーターに“E.D.I.T.H.”搭載のサングラスを渡すと共にエレメンタルズとの戦いの協力を要求して拒否されると、彼の科学史ツアーのスケジュールを裏で操り加勢を余儀無くさせた。以降ベックにはエレメンタルズを倒したため称賛することもあった一方で、ピーターに対してはE.D.I.T.H.の誤操作によるアクシデントを叱責したり、「スタークに“アベンジャーズ”入りを認められたならヒーローとなるかどうか答えを出せ」と迫るなど厳しく糾弾し続けてしまう。
後にロンドンでは、“合体エレメンタルズ”とミステリオの戦いを見守る中、ハッピー・ホーガンからの暗号とベックの話しぶりから漸くミステリオがペテンであると見抜き、駆け付けたピーターとベックの決戦を見届けた。
ポスト・クレジット・シーンにおいて市街地を移動中に擬態を解き、ベックのペテンぶり全般に職人技と述べ、フューリー本人に連絡を取り、ピーターへの評価と彼がスパイダーマンの正体であると最悪な形で世間に明かされてしまったことを報告し、地球に戻るよう依頼する。
『シークレット・インベージョン』第1〜5話

ソレン（Soren）
演 - シャロン・ブリン
日本語吹替 - 加藤有生子
タロスの妻であり、穏やかなスクラル人女性。彼との間に娘のガイアを持つ。
描写
『キャプテン・マーベル』
本作でMCU初登場。娘や他のスクラル人の生き残りとともに、マー・ベルの厚意によって軌道上のラボに匿われていた。
キャロルたちとやってきたタロスと再会すると、クリーの襲撃を受けながらも皆と共に難を逃れることに成功。事後は、ランボー家の食事会に参加してキャロルの提案を受け、夫や子どもたちと新天地探しの旅に出る。
『スパイダーマン：ファー・フロム・ホーム』
本作では終始マリア・ヒルに擬態して登場。タロスとの夫婦仲は健在であり、自分たちのペースで話し出すベックとピーターや彼を叱責するフューリー（擬態）を見て呆気にとられるなど、愛嬌ある表情も見せる。
物語冒頭のイステンコからフューリー（擬態）と行動を共にし、エレメンタルズ対処のためにヴェネツィアからプラハ、そしてロンドンまで奔走。ロンドンでは、フューリー（擬態）の下に忍び寄るドローンを自ら発砲したロケット弾で破壊する活躍や、事後にハッピーとの対話で「（ベックを）最初から疑っていた」と嘯くフューリー（擬態）に対し「疑っていなかった」と釘を指す場面も見せた。
ポスト・クレジット・シーンにおいて、タロスと共に市街地を移動中に擬態を解く。
『シークレット・インベージョン』第1話

ガイア（G'iah）
演 - エミリア・クラーク（現代）
日本語吹替 - 加藤有生子
タロスとソレンの娘のスクラル人。
ノーレックス（Norex）
演 - マシュー・マー
日本語吹替 - 後藤敦
1995年時のスクラルの科学担当。自らの役割に反してマー・ベルのラボの座標を見つけられないなど頼りないところもあるが、科学者としての実力は確かで、“クワドジェット”の改良に成功する。その後、地球へやって来たヨン・ロッグを欺くためにヴァースに擬態し、単身で立ちはだかるも、彼からの質問に正しく答えられずに正体を見破られてヨン・ロッグに射殺される。
グラヴィク（Gravik）
演 - キングズリー・ベン＝アディル
スクラル過激派のリーダー。

### テクノロジー

#### 武装・ツール
軍服
1995年時に、タロスたちが着用していた戦闘服。黒に紫色が入り混じったカラーリングで、キャロルの“フォトンブラスト”を受けても防ぎ切る防弾・防水機能と、着用するスクラル人の擬態に合わせて変化する能力も有する。
銃砲
片腕に嵌め込んで紫色のブラストを放つ銃火器。
電磁メイス
紫色の電流を放つ接近戦用の戦棍。
クリスタル
スクラル人が使用する結晶型記録媒体。タロスたちは、ヴァースから読み取ったライトスピード・エンジンの情報を記録するが、ロサンゼルス地下鉄の列車の中でヴァースと乱闘したスクラル人が落とし、彼女に拾われてしまった。しかしこのことが、ヴァースが自身の記憶を知る一端になる。

#### 装置・ビークル
記憶操縦装置
登場作品：『キャプテン・マーベル』
スクラル人が拘束した人物の記憶を調べるために使用する大型装置で、逆さ吊り状態で拘束した対象から読み取った情報を前述のクリスタルに記録する。対象の両腕にはめ込まれる一対の拘束具は、ヴァースのフォトンブラストをもかなりの間放出させず、破壊することも困難である。
タロスたちはトルファで捕らえたヴァースをこの装置に拘束し、彼女の記憶からライトスピード・エンジンの情報入手に成功するも、その直後に彼女のパワーで装置は破壊される。
宇宙船
登場作品：『キャプテン・マーベル』
タロスたちが1995年時に運用していた大型宇宙船。メインルームには不定形で曲線状の大小のモニターや記憶操縦装置が置かれている。本船でスクラル人たちは、トルファでの戦いでタロスが捕らえたヴァースの記憶を調べ、ライトスピード・エンジンの情報を得るも、拘束を破ったヴァースと乱闘へ突入。その最中にヴァースが放ったフォトンブラストにより外壁に入った亀裂が広がって大穴が開き、その区画は大爆発する。しかし船全体が大破する描写はなく、その後は登場していない。
スペース・ポッド
スクラルの宇宙船に複数格納されている小型ポッド。コクピットに埋め込まれた数個の球体を計器や操縦桿として操作し、運用する。ヴァースとの戦闘の余波でスクラル人たちが、外壁に大穴が開いた宇宙船から脱出するために乗り込み、ヴァースもスクラル人の1人を投げ降ろして搭乗するも、タロスの銃撃を受けて計器が破損。それでもヴァースは強引に操縦して起動・脱出に成功した。だが無理が祟って、機体は間もなく操縦不能になり、地球へ落下しながら空中分解して、ヴァースはブロックバスター・ビデオに不時着する。
マー・ベルのラボ（Mar-Vell's Laboratory）
登場作品：『キャプテン・マーベル』
地球の衛星軌道上の銀河座標“5229-478.7680.2”に静止・隠されていたマー・ベルの研究所である宇宙船。内部には他の宇宙船の発着設備やマー・ベルが“テッセラクト”の研究を行っていた研究室などがあり、ソレンをはじめとするスクラルの難民たちは、彼らを救うと決意したマー・ベルの厚意でここに避難し、身を潜めて暮らしていた。この船は、迷彩機能で船体を外部の者から肉眼で視認できないようにするステルスモードの起動や、通路には隔壁用エナジー・シールドを張ることも可能。
クワドジェットで地球の衛星軌道上に辿り着いたキャロルたちがこの船を発見し、スクラルの難民たちと出会った後、“スターフォース”と“アキューザーズ”が現れて激戦が繰り広げられたが、大破することはなく、スターフォース撃退後にスクラル人たちの新天地探しのための船として活用されることになる。

### 各作品における描写
『キャプテン・マーベル』
本作でMCU初登場。1995年、“トルファ”から地球各地などでクリーと激闘を展開。多数の犠牲者が出たものの、それと引き換えにタロスがキャロルやフューリーたちとも敵対の末に和解したことで協力関係を結んだ。これによって、この時はクリーに勝利し、タロスをはじめとする生き残った者たちは、キャロルと共に新天地探しのため地球を離れ、銀河の彼方に旅立つ。
『スパイダーマン:ファー・フロム・ホーム』
『ロキ』シーズン1第1話
本エピソードでは、氏名不明のスクラル人の1人が物語前半に登場し、“TVA本部”のロビーに連行されている場面を、同じく連行されたロキに目撃される。
『シークレット・インベージョン』

## その他のメディア

### テレビアニメ
- 『宇宙忍者ゴームズ』（原題：『Fantastic Four』）
- 『The New Fantastic Four』（1978年）
- 『X-MEN』
- 『ファンタスティック・フォー』（1994年）
- 『シルバーサーファー』
- 『Fantastic Four: World's Greatest Heroes』
- 『スーパー・ヒーロー・ギャング』
- 『アベンジャーズ 地球最強のヒーロー』：『シークレット・インベージョン』のストーリーラインの一環として登場。
- 『アベンジャーズ・アッセンブル』：第18話『モジョーワールド』（原題：『Mojo World』） に登場[33]。
- 『ハルク: スマッシュ・ヒーローズ』：シーズン1第21話『デスロック』（原題：『Deathlok』） と、シーズン2 第5話『ガーディアンズ･オブ･ギャラクシー』（原題：『Guardians of the Galaxy』）に登場。

### その他の映画
2019年公開の『X-MEN:ダーク・フェニックス』において、スコット・サマーズ/サイクロップス役のタイ・シェリダンは2019年のインタビューで、本作にはヴィランとしてスクラルが登場する予定だったが、ジェシカ・チャステインが演じるヴァが主なヴィランへと変更されたと明かした

### ビデオゲーム
- 『シルバーサーファー』：スクラル皇帝であるカイラーがボスキャラクターとして登場[35]。
- 『MARVEL ULTIMATE ALLIANCE』
- 『Fantastic Four: Rise of the Silver Surfer』
- 『Marvel Super Hero Squad: The Infinity Gauntlet』
- 『Marvel Heroes』[36]
- 『Pinball FX 2』[37]
- 『Marvel's Avengers』[38][39]
- 『Marvel Avengers: Battle for Earth』[40]